# Rusca (okręg Suczawa)
Rusca – wieś w Rumunii, w okręgu Suczawa, w gminie Dorna–Arini. W 2011 roku liczyła 257 mieszkańców.